# Dericorys annulata
Dericorys annulata is een rechtvleugelig insect uit de familie Dericorythidae. De wetenschappelijke naam van deze soort is voor het eerst geldig gepubliceerd in 1853 door Fieber.